# Veronika Netzhammer
Veronika Netzhammer (* 13. Januar 1952 in Achern) ist eine deutsche Politikerin (CDU). Sie war Mitglied des baden-württembergischen Landtags von 1996 bis 2011.

## Leben und Beruf
Nach dem Abitur in Achern studierte Veronika Netzhammer bis 1977 Wirtschaftswissenschaften und Wirtschaftspädagogik an der Universität Mannheim. Anschließend war sie bis 1996 als Lehrerin an der Kaufmännischen Schule in Radolfzell am Bodensee tätig. Parallel absolvierte sie ein berufsbegleitendes Englisch-Studium in Mannheim, das sie 1986 mit dem Examen abschloss.
Der Banker Clemens Börsig ist ihr Bruder.

## Politik
1990 wurde Netzhammer in den Gemeinderat von Singen (Hohentwiel) gewählt, in dem sie seit 1994 Vorsitzende der CDU-Fraktion ist. Seit demselben Jahr gehört sie dem Kreistag des Landkreises Konstanz an. Von 1996 bis 2011 war sie Abgeordnete des Landtags von Baden-Württemberg. Netzhammer vertrat den Wahlkreis 57 (Singen) und war Vorsitzende des Wirtschaftsausschusses.
Bei der Nominierungsversammlung 2010 wurde sie nicht für die Landtagswahl 2011 aufgestellt. Mit 222 zu 174 Stimmen entschieden sich die CDU-Mitglieder für den Herausforderer Wolfgang Reuther.